# Hartavan
Hartavan (in armeno Հարթավան?, anche chiamato Hart'avan e Artavan; precedentemente Karakilisa e Ghara-Kilisa) è un comune dell'Armenia di 913 abitanti (2001) della provincia di Aragatsotn.